# キャピトリン・グラウンズ
キャピトリン・グラウンズ（Capitoline Grounds）は、アメリカのニューヨーク・ブルックリンにかつて存在した野球場。ナショナル・アソシエーションに参加したブルックリンのアトランティック・クラブが1872年まで本拠地として使用した。

## 歴史
当時ニューヨークやブルックリンで活動していたクラブは、この球場ができるまでニュージャージー州ホーボーケンにあったエリシアン・フィールドを主に使用していたが、1862年にユニオン・グラウンズが開場したのに続き、1864年に本球場が建設され5月5日に開場し、当時の著名な野球クラブであったアトランティック・クラブをはじめいくつかのクラブが本拠地として使用した。当時グラウンドの右翼側がレンガで丸く囲まれていて、その塀を越えた本塁打を放った選手にはシャンパンが1本贈られていたという。また毎年11月15日をもって球場に水が張られ、野球をしない冬季にスケートリンクとしても使われていた。
この球場は「盗塁」が発明された球場でもある。1865年にこの球場でアトランティック・クラブと試合をしていたビジターチームの選手であった、エディ・カスバート（Eddie Cuthbert）という人物が、投手が投球する合間に、一人でするすると一塁から二塁へ進塁してしまった。盗塁の概念がなかった当時、奇妙な行動をとったカスバートは人々の嘲笑を買ったそうだが、この進塁についての野球規則がないことがわかり、カスバートは二塁にとどまることを許されたという。
アトランティック・クラブが1872年にナショナル・アソシエーションに加盟したことで、キャピトリン・グラウンズはプロ野球チームの本拠地球場となったが、アトランティック・クラブは翌年同じブルックリンにあるユニオン・グラウンズに本拠地を移し、プロ球団の本拠地としては結局1年使われただけであった。球場の建物は1880年に解体された。

## 主要な出来事
- 1864年5月5日：球場が開場
- 1870年6月14日：アトランティック・クラブとシンシナティ・レッドストッキングスの試合でアトランティック・クラブが勝利し、それまで3年越しで続いていたレッドストッキングスの連勝が92でストップした。
- 1870年：ヘンリー・チャドウィックの起案により、変化球のカーブが、目の錯覚でないことを実証するためのデモンストレーションが行われ、フレッド・ゴールドスミスがカーブを披露した。
- 1872年5月6日：プロ野球としての最初の試合
- 1872年10月9日：プロ野球としての最後の試合